# Guerau III di Cabrera
Guerau III de Cabrera, o anche Guiraut o Giraut de Cabreira (... – 1180), è stato un nobiluomo catalano e trovatore in lingua occitana,  visconte di Àger e Cabrera dal 1145 al 1180.
Nel 1145, in qualità di visconte di Cabrera, fonda il monastero di Roca-rossa. Nel 1149 prende parte nella conquista di Lérida, insieme a Raimondo Berengario IV e al conte di Urgel Ermengol VI.
Ensenhamen

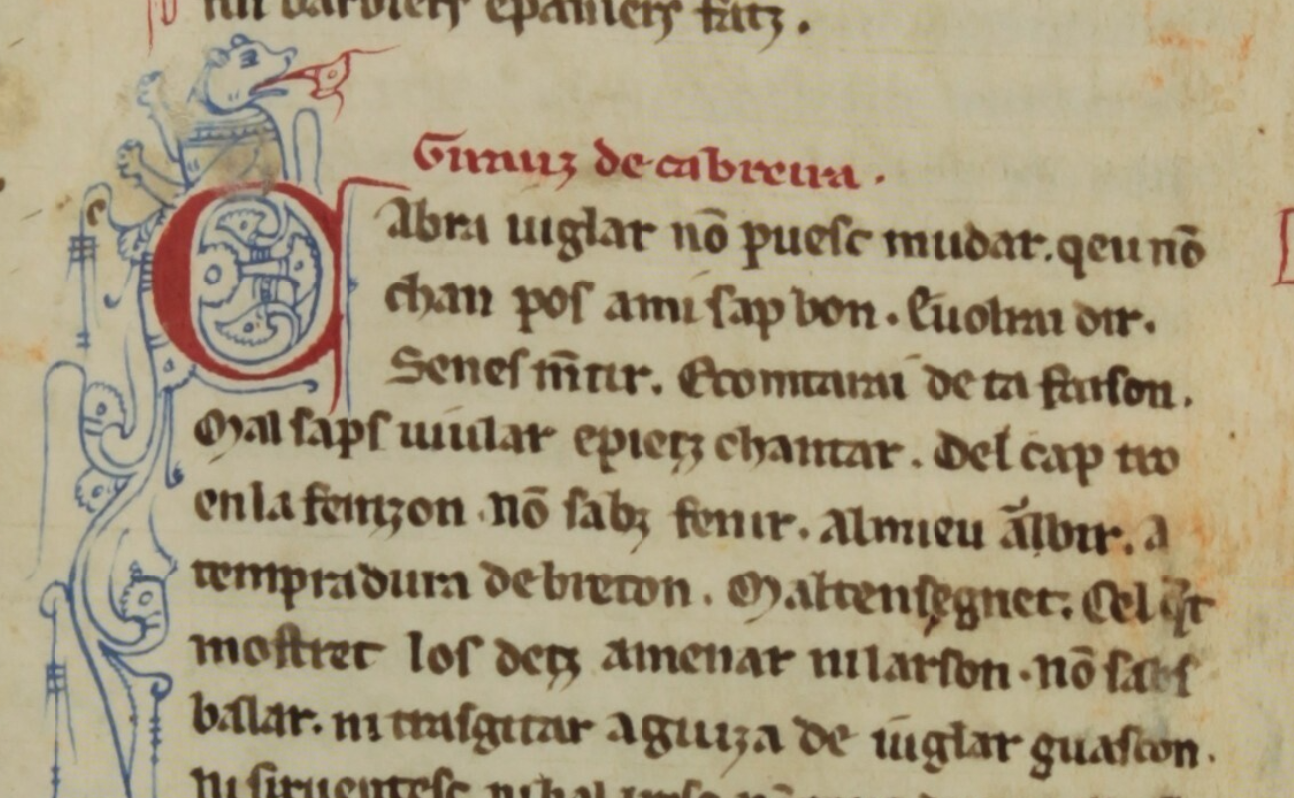
Primi versi di Cabra Joglar in Ms D, 203r https://edl.cultura.gov.it/item/8wr2g285mq

Si conosce solo una poesia di questo autore, scritta in lingua provenzale verso il 1160, un ensenhamen, nome generico con il quale si denominano molti poemi dal contenuto didattico e critico, e che possiamo considerare un sottogenere del sirventes. Costituisce un documento di grande rilevanza per l'insieme di notizie che fornisce riguardo agli joglars e soprattutto perché ci mostra il panorama letterario della Catalogna come non lo ha fatto nessun altro documento dell'epoca.
Secondo lo studio condotto da Cingolani (1992/93) l'Ensenhamen  non lo avrebbe scritto Guerau III, bensì il nipote Guerau IV. Per cui il componimento andrebbe postdatato al 1196-98. Ciò spiegherebbe la conoscenza di produzioni letterarie occitane e francesi, oltre la menzione a personaggi come Erec, non documentato prima di Chrétien de Troyes.
Il poema, indirizzato al suo joglar Cabra per istruirlo, consta di 216 versi (2 versi di quattro sillabe a rima baciata, seguiti da un verso di otto sillabe con rima). I primi 24 versi trattano le diverse attività degli joglars, e il resto prospettano, in forma disordinata, quei temi letterari che gli joglars dovrebbero conoscere e trasmettere:
- Materia di Bretagna: come quelle di Tristano ed  Erec.
- Materia classica: come quella di Piramo e Tisbe, di Troia, di Tebe, di Alessandro Magno, Ovidio, ecc.
- Canzoni di gesta: i riferimenti alla battaglia di Roncisvalle, a coloro che cantano Guglielmo I di Tolosa, ai vassalli ribelli come Raul di Cambrai, Otger di Danimarca, Gormond e Isembardo, ecc.
- Composizioni di diversi trovatori provenzali.

Tematicamente si può dividere in due parti: nella prima (24 versi), Guerau de Cabrera rimprovera allo joglar Cabra di non fare correttamente alcune attività proprie del suo mestiere; nella seconda, molto più estesa, gli rimprovera di non conoscere e trasmettere con determinazione la letteratura, talché, in questa parte, il poema si converte in una lista - senza ordine cronologico - della letteratura conosciuta all'epoca, dalla più antica, i classici greci e latini, a quella più moderna, i trovatori contemporanei. L'ultima strofa rimprovera diverse carenze professionali dello joglar e lo licenzia (saluta).
Cabra juglar,

no puesc mudar

qu'eu non chan, pos a mi sap bon;

e volrai dir

senes mentir,

e comtarai de ta faison.
II

Mal saps viular

e pietz chantar

del cap tro en la fenizon;

no sabz fenir,

al mieu albir,

a tempradura de breton.
III

Mal t'ensegnet

cel que·t mostret

los detz amenar ni l'arson;

no sabs balar

ni trasgitar

a guiza de juglar guascon.
IV

Ni sirventesc

ni balaresc

no t'auc dir e nuilla fazon;

bons estribotz

no t'ieis pels potz,

retroencha ni contenson.
V

Ja vers novel

bon d'En Rudell

non cug que·t pas sotz lo guingnon,

de Markabrun

ni de negun

ni de N'Anfos ni de N'Eblon.
VI

Jes gran saber

no potz aver,

si fors non eis de ta reion.

Pauc as apres,

que non sabs jes

de la gran jesta de Carlon,
VII

Con eu, tras portz,

per son esfortz

intret en Espaigna a bandon;

de Ronsasvals

los colps mortals

que fero·l XII compaignon
VIII

Can foron mort

e pres a tort,

trait pel trachor Guanelon

al amirat,

per gran pechat,

et al bon rei Marselion.
IX

Del Saine cut

c'ajas perdut

et oblidat los motz e·l son:

ren no·n diçetz

no no·n sabetz,

per no i ha meillor chanson.
X

E de Rollan

sabs atretan

coma d'aiso que anc no fon.

Conte d'Artus

non sabes plus

ni del reproier de Marcon.
XI

Ni sabs d'Aiolz

com anec solz,

ni de Machari lo felon;

ni d'Anfelis,

ni d'Anseis,

ni de Guillaumes lo baron.
XII

Ni sabs d'Erec

com conquistec

l'esparvier for de sa reion.

Ni sabs d'Amic

consi guaric

Ameli, lo sieu compaignon.
XIII

Ni de Robert

ni de Gribert

ni del bon Alvernatz Uguon.

De Vezia

non sabs co.s va,

ni de Guondalbon lo Frizon
XV

Del duc Augier,

ni d'Olivier,

d'Estout ni de Salomaon,

ni de Loer,

ni de Rainier,

ni de Girart de Rossillon.
XVI

Ni de Davi

ni de Rai,

Ni de Berart ni de Bovon.

De Constanti,

non sabs c'om di

de Roma ni de Prat Neiron.
XXI

Jes non saubes

-si m'ajut fes!-

del setge que a Troia fon.

D'Antiochia

non sabres ja

ni de Milida la faison.
XXV

Ni d'Aguolan

ni de Captan,

ni del rei Braiman l'esclavon;

ni del bon rei,

no·n sabs que·s fei

d'Alixandri fil Filipon.
XXVIII

Ni sabs d'Ytis,

ni de Biblis,

ni de Caumus nuilla faisson;

de Piramus

qui for lo murs

sofri per Tibes passion.
XXIX

Ni de Paris,

ni de Floris,

ni de Bella Aia d'Avignon;

del normanes,

ni del Danes,

ni d'Antelme ni de Frizon.
XXXI

Ni de Bramar

no·n sabs chantar

de l'auca ni de Nauruzon;

ni del vilan

ni de Tristan

c'amava Yceut a lairon.
XXXII

Ni de Gualvaing

qui, ses compaing,

fazia tanta venaizon;

ni d'Aldalaer,

ni de Rainier,

ni de Ramberg'ab lo furguon.
XXXVI

Non saps upar,

mot guariar

en glieiza ni dedins maizon.

Va, Cabra boc,

quar be.t conoc

qui et evia urtar al mouton.»
Cabra, giullare,

non posso impedirti

di cantare poiché a me garba;

e vorrei dire,

senza mentire,

e raccontar del tuo stile.
II

Non sai suonar la viola

e ancor peggio cantare

dall'inizio alla fine;

non sai terminare,

secondo il mio parere,

con la modulazione bretone.
III

Mal ti ha insegnato

chi ti ha mostrato

a metter le dita e l'archetto;

no sai ballare

né fare giochi di mano

come il giullare guascone.
IV

Né sirventesi

né ballata

non ho udito da te in nessun modo;

buoni strambotti

non ti riesce far "musi",

né ritornello né tenzone.
V

Verso novello

buon di Rudel

non credo ti passi sotto i baffi,

di Marcabrú

né di nessuno

né di Ebolo né di Alfonso.
VI

Poco gran sapere

non puoi tu avere

se fuor non esci dalla tua regione:

poco hai appresso,

sì da non saper niente

delle gran gesta di Carlo.
VII

Come io, attraverso i porti

con il suo sforzo

entrai in Spagna senza riserva;

di Roncesvalle

i colpi mortali

che diedero ai 12 compagni.
VIII

Quando furon assassinati

e imprigionati a tradimento,

traditi dal traditore Ganelón,

all'emiro

per gran peccato,

e al buon re Marsilio.
IX

De (la canzone) di Saisne penso

che abbia perduto

e scordato le parole e il suono:

niente dice

niente sa,

ma non vi è miglior canzone.
X

E di Rolando

sai tanto

di ciò che non fu mai.

Del racconto di Artù

non sai di più

né della collera di Marco.
XI

Né sai di Aiolo

che andava solo,

né di Macario il furioso;

né di Anfelide,

né di Anseide,

né del baron Guglielmo.
XII

Né sai di Erec

come conquistò

il falco fuor di sua regione.

Né sai di Amic

come curò

Amelio, suo compagno.
XIII

Né di Roberto

né di Girberto

né del buon Ugo d'Alvernia.

Di Vezia

non sai nulla,

Né di Gondalbone il frisone.
XV

Del duca Otgero,

né di Oliviero,

né di Estout né di Salomone,

né di Lohier

né di Rainier

né di Guerau del Rossiglione.
XVI

Né di Davide

né di Rai,

né di Berart né di Beuve.

Di Constantino,

no sai quello che si dice

di Roma né del prato di Nerone.
XXI

No sai nulla

-che se io potessi!-

del sito che Troia ebbe.

Di Antiochia

no saprai nulla

né della maniera di Milida.
XXV

Né di Agolante

né di Captano,

né del re Braimante lo schiavo;

né del buon re,

non sai che fece

Alessandro figlio di Filippo.
XXVIII

Né sai di Itis,

né di Biblis,

né di Caumus in nessun modo;

di Príamo

che fuori dalle mura

soffrì per Tisbe passione.
XXIX

Né di Paride,

né di Floris

né della bella Aye di Avignone;

del normanno

né del danese,

né di Antelmo né di Frizone.
XXXI

Né di Bramar

non sai cantare

dell'odissea né di Nauruzone;

né del locale

né di Tristano

che amava Isotta in segreto.
XXXII

Né di Gauvain

che, senza compagnia,

intorno a tanta caccia;

né di Audigier

né di Rainier,

né di Raimberge.
XXXVI

Non sai declamare,

né parole regolare

né chiesa né in casa.

Vedi, Cabra boc,

perché ben ti conobbi

che ti inviai a flagellare il montone.»